# Presa de Valdesia
De Presa de Valdesia is een stuwdam in het gehucht Muchas Aguas in Valdesia, op de grens van de provincies San Cristóbal en Peravia in de Dominicaanse Republiek.
Het ligt 55 kilometer ten westen van de hoofdstad Santo Domingo in het Parque National Máximo Gómez. 
Het werk van de eerste dam in de rivier Nizao is uitgevoerd door de Dominicaanse regering via de Valdesia Corporation en gebouwd door de Spaanse onderneming Agroman Construction Company S.A.
Deze dam heeft een meervoudige functie, waarbij men aangeeft dat het wordt gebruikt als drinkwatervoorziening en elektriciteitsopwekking gericht op Santo Domingo en irrigatie van de omliggende agrarische gebieden.
De dam werd op 26 januari 1976 ingewijd, met een totale kostenpost van US$ 60.000.000, waaronder vereffeningsbassin (contraembalse) Las Barias, een kleiner stuwmeer enkele kilometers zuidelijk van Presa de Taveras.

## Capaciteit
De opslagcapaciteit van Valdesia is 137.540.000 m³ met een oppervlakte van 7 km², waarbij de maximale en minimale operationele niveaus 150 en 130,75 miljoen m³ zijn.
De ingezette capaciteit is: 6,3 m³/s water voor Santo Domingo, voor landbouwirritatie van 193.734 tareas (121,82 km²) in het district Ozama-Nizao en een elektriciteitsproductie van 52.750.000 kWh per jaar. 
Deze presa werkt samen met twee mini-energiecentrales in Jigüey en Aguacate. De in 1994 gestarte Nizao-Najayo met een vermogen van 330 kWh en een jaarlijkse productiegemiddelde van 0,57 GWh en vanaf 1999 de Anones met een geïnstalleerd vermogen van 111 kWh en jaarlijks productiegemiddelde van 0,95 GWh.
Voor Santo Domingo was de gemiddelde productie tussen 1978 tot 1993 84.210.000 kWh; hierna daalde het tot 62.750.000 kWh per jaar. 

## Werking
Na turbinizatie in Jigüey en Aguacate ontvangt Valdesia water uit het reservoir door een druktunnel met een totale lengte van 900 m en een snelheid van 90 m³/s.
De diameter tot de bifurcatie is 6 m en daarna 2,80.
De elektriciteit wordt geproduceerd door twee eenheden van turbines en generatoren waar elektriciteit met een spanning van 13,8 kV naar een nabijgelegen substation van het type intemperie (weertype) gaat. 
Het water wordt geloosd in de Nizao-rivier via een tunnel met een lengte van 610 m en een diameter van 6,75 m.
| Technisch gegevens    | Technisch gegevens                                   |
| --------------------- | ---------------------------------------------------- |
| Type:                 | Gewapend beton (schraagpijler)                       |
| Hoogte:               | 78.00 m.                                             |
| Rivier:               | Nizao.                                               |
| Kroonhoogte:          | 156.00 m.s.n.m.                                      |
| Kroonlengte:          | 342.00 m.                                            |
| Overlaat kuifhoogte:  | 145.00 m.s.n.m.                                      |
| Type overlaat:        | Con compuertas (5)                                   |
| Capaciteit overlaat:  | 7,200.00 m³/s                                        |
| Maximumniveau:        | 150.00 m.s.n.m                                       |
| Minimumniveau:        | 130.75 m.s.n.m.                                      |
| Capaciteit totaal:    | 186.00 m.m.c.                                        |
| Hydrografisch gebied: | 621.00 km²                                           |
| Capaciteit:           | 54.00 MW                                             |
| Geleverde energie:    | 80.00 GWh/jaar                                       |
| Irrigatiegebied:      | 12,121 ha (waaronder Aguacate, Jigüey en Las Barías) |
| Constructiejaar:      | 1975                                                 |